# 夏目鏡子
夏目 鏡子（なつめ きょうこ、本名：キヨ 1877年〈明治10年〉7月21日 - 1963年〈昭和38年〉4月18日）は、夏目漱石の妻で、貴族院書記官長の中根重一・豁子（かつこ）夫妻の長女。

## 概要
広島県出身。漱石との間に2男5女（筆子、恒子、栄子、愛子、純一、伸六、ひな子）をもうけた。総理大臣も務めた海軍大将岡田啓介の先妻フサと陸軍軍人・岩倉久米雄の先妻・センの従姉にあたる。一般には、「猛妻」「悪妻」として知られるが、今日的な基準では鏡子の言動はむしろよき妻、良き母であったことを示すととれるものも多く、悪妻説は彼女への中傷に近いものであったとみなされることがある。

## 生い立ち
父の重一が貴族院書記官長等の要職を務め、中根家が隆盛を極めていたことから、鏡子も尋常小学校を卒業してからは学校には行かず、家で家庭教師について勉学に励む（貴族院書記官長としての重一の前任者は後に大勲位伯爵になった金子堅太郎である）。よく言えば大切に、悪く言えばわがままに育てられた。このことが、後の鏡子悪妻説を助長させる一因となったといわれる。

## 漱石との結婚後
漱石とは見合い結婚をしたが、漱石は見合いの席で口を覆うことをせず、歯並びの悪さを隠さずに笑う（当時、女性がこのように振舞うのは無作法なものだとされていた）裏表のない鏡子に好感を抱く。また、鏡子も漱石の穏やかな容姿に魅かれ、父が漱石のことをベタ褒めした（重一は日頃から、自分の娘は帝大卒業者でなければ嫁がせないと公言していた）こともあって、1896年に結婚した。しかし、お嬢様育ちの鏡子は家事が不得意であり、寝坊することや、漱石に朝食を出さぬままに出勤させることもしばしばで、漱石がこのことを「お前のやっていることは、不経済極まりない」と叱ると、逆に「眠いのを我慢していやいや家事をするよりも、多目に睡眠をとって、良い心持で家事をするほうが、何倍も経済的なのではありませんか?」と言い返して、漱石を閉口させることもしばしばだったという。
慣れぬ結婚生活からヒステリー症状を起こすこともままあり、これが漱石を悩ませ、漱石を神経症に追い込んだ一因とされる。ただ、夫婦仲はそれほど悪くはなかった。漱石が英国留学後に神経症を悪化させ、鏡子や子供たちに対して頻繁に暴力（今日でいうドメスティックバイオレンス）を振るうようになり、周囲から漱石との離婚を暗に勧められた時には、「（漱石が）私の事が嫌で暴力を振るって離婚するというのなら離婚しますけど、今のあの人は病気だから私達に暴力を振るうのです。病気なら治る甲斐もあるのですから、別れるつもりはありません」と、言って頑として受け入れなかったという。
漱石の死後、鏡子が子供たちの前で失言し、それを子供たちにからかわれると「お前達はそう言って、私のことを馬鹿にするけれど、お父様（漱石）が生きておられた時は、優しく私の間違いを直してくれたものだ」と、亡夫・漱石を懐かしむことがしばしばだった。
1927年より、長女・筆子の夫松岡譲が鏡子の談話を筆録した『漱石の思ひ出』が『改造』に連載された。漱石との20年にわたる夫婦生活が赤裸々に語られており、当時は文豪漱石のイメージを傷つけるものとして批判されたが、現在では漱石の実像を知るために欠かせない一級資料として高い評価を得ている。2016年、NHKドラマ『夏目漱石の妻』の原案となった。
1928年5月に熊本へ鏡子と同道した松岡譲が、漱石の第五高等学校教員時代の同僚教授から聞いた話では、鏡子は熊本にきて3年目に慣れない環境と初子の流産のためヒステリー症が激しくなり、藤崎八幡宮近くの白川井川淵に投身自殺を図り、網打ちの漁師に助けられた（警察や新聞には伏せたという）こともあり、しばらく就寝の際、漱石は鏡子と手首に糸をつないでいたという。
漱石が専業の小説家となり、彼を慕う若手の文学者や、かつての教え子たちが毎週木曜に夏目家に集う、いわゆる「木曜会」が開かれるようになると、鏡子は彼らの母親代わりとして物心両面から面倒を見ることもしばしばあった。漱石没後は漱石の月命日である毎月9日に集まる九日会として、1937年まで続いている。
1963年4月18日、大田区上池上町にある自宅で心嚢症候群により死去した。85歳没。葬儀は2日後の20日に自宅で営まれた。戒名は圓明院清操淨鏡大姉。墓所は雑司ヶ谷霊園。

## 漱石と中根家の人々
裏表がなく、ずけずけとものを言う鏡子の性格は、鏡子を含めた中根家の姉妹に共通したものだったらしい。後述する孫の半藤末利子（長女・筆子と松岡譲の四女、小説家・半藤一利夫人）の手記によると、鏡子の妹たちがそれぞれ夫を迎えてからも、姉妹間の行き来は前と変わることがなく、彼女たちの夫も漱石とは相婿として親しく兄弟付き合いをしていた。また、この妹たちは姉と同様に漱石に対してずけずけと、時には鏡子でも言いづらいことを言うこともしばしばだったが、漱石は義兄である自分にこのように話す彼女たちを歓迎していたようである。ことに鏡子の末妹に対しては、彼女が物心ついた時には中根家が没落し始めており、姉たちのように良い暮らしができずに育ったことを憐れんでか、彼女をよく可愛がり、何かと理由をつけては小遣いを与えたり着物を買ってやったりしたという。鏡子もこのことをよく承知しており、漱石の機嫌が悪くてどうしようもないときは、彼女に家に来て取り成してくれるように頼むことがよくあったらしい。

## 悪妻説
先にも述べたように、鏡子に対しては悪妻、猛妻のイメージがついて回っている。確かに、男尊女卑の風潮が強く、大人しい良妻賢母がよしとされた当時の人々からすれば、鏡子の行動はそのように受け取られてもやむをえない面があった。
また、『漱石の思ひ出』では、漱石の精神状況の悪さについてしばしば言及している。
同書に描かれた漱石の姿は、漱石の門下生、特に「漱石神社の神主」と言われるほど漱石の理想化に努めていた小宮豊隆にとって認めがたいものであった。小宮は『夏目漱石』（1938年刊）の中で、
等、これらの記述を鏡子の鈍感さや無理解を示すものとして、悪妻説を流布させた。また、永井荷風は『断腸亭日乗』1927年9月22日の条で「縦へ其事は真実なるにもせよ、其人亡き後十余年、幸にも世人の知らざりし良人の秘密をば、未亡人の身として今更之を公表するとは何たる心得違ひぞや、見す見す知れたる事にても夫の名にかかはることは、妻の身としては命にかヘても包み隠すべきが女の道ならずや」等、このような事実を公表すること自体が婦道に反するとしている。
しかし、長女の筆子や次男の伸六は、自分たちも子供のとき漱石によく暴力を振るわれたと証言し、鏡子を支持している。また、2004年に発売された『文藝春秋』の臨時増刊号「夏目漱石と明治日本」に寄稿された孫の末利子と夏目房之介（長男・純一の子）の手記によれば、鏡子にも多少問題はあったものの、性格に裏表がなく、弱いものに対する慈しみの気持ちの強い、子供や孫に慕われる良き母であり良き祖母であったとされている。また、房之介が小説『坊っちゃん』の主人公を暖かく見守る下女・清（きよ）について、鏡子の本名がキヨであることに注目して、この作品が漱石から鏡子に宛てたラブレターだったのではないか、と指摘している。
出久根達郎は同誌に寄稿された記事で、漱石と鏡子との間に2男5女が生まれたことや、漱石が経済的に苦しい立場にあるかつての教え子たちに金銭面での援助をする際に、鏡子が漱石に言われたとおりにポンと、当時としてはかなりの額の金銭を貸与している事実を挙げて、鏡子から金を借りることの多かった連中が若者特有の反発心や大金を借りることへのバツの悪さを感じたことから、鏡子悪妻説が出てきたのではないかと指摘している（鏡子と門下生の年齢差は古株の森田草平で鏡子が4歳年長、漱石晩年に門下入りした芥川龍之介でも鏡子が15歳年長という程度であった）。末利子の夫半藤一利も『漱石俳句探偵帖』（文春文庫）で同様の説を述べている（pp.221-224。一利によると、漱石夫妻が門下生に貸した金は相当の額が貸し倒れになっていたという）。
漱石の門下生の一人であった和辻哲郎は随筆『漱石の人物』にて、漱石の長男純一は父漱石に「気違いじみた癇癪持ち」という憎悪の篭もったイメージを抱いており、和辻が説得してもついに純一の認識は変えられなかったというエピソードを紹介している。その上で和辻は、漱石のしつけの一環としての折檻・創作家特有の癇癪の爆発による折檻について、漱石の側にも問題があったことを指摘しつつも「純一君の場合は、母親がこの緩和につとめないで、むしろ父親の癇癪に対する反感を煽ったのではなかろうか」と述べ、同時に『漱石の思ひ出』中に見られる『道草』執筆時期の漱石の精神病的な描写を挙げて
として、漱石の描かれ方に一定の理解を示しつつも、総じて鏡子に対し批判的な見解を示している。

## エピソード
- 鏡子が数度目の妊娠で腹が大きくなっていた時、漱石は来訪した友人に向かって「本当に女は妊娠ばかりしやがって、どうしようもない」と愚痴をこぼした。すると友人は真顔で「そりゃ奥さんも悪いかもしれないが、妊娠させる君も悪い」と言った。[要文献特定詳細情報]
- 漱石の修善寺大患の際、最初に見舞いに駆けつけた安倍能成を見て「あんばいよくなる」さんが来てくれたからもう大丈夫、とユーモアで応じたのは鏡子であるという。[要文献特定詳細情報]
- 孫・房之介の著書『漱石の孫』によれば、三橋美智也のファンで、家に遊びに行くと必ずといって良いほど三橋の曲が流れていた。

## 演じた人物

### テレビドラマ
- 岡田茉莉子 - 『坊っちゃんと私』（1968年、NET）
- 宮沢りえ - 『夏目家の食卓』（2005年1月5日、TBS）
- 大塚千弘 - 歴史秘話ヒストリア（2015年7月1日、NHK）
- 瀬戸さおり - 『夏目家どろぼう綺談』（2016年1月3日、テレビ朝日）
- 尾野真千子 - 『夏目漱石の妻』（2016年、NHK）
- 秋山菜津子 - 『漱石悶々 夏目漱石最後の恋 京都祇園の二十九日間』（2016年12月10日、NHK BSプレミアム）

### 映画
- 香椎由宇 - 『ユメ十夜』「第三夜」（2007年、日活）

## 著述
- 夏目鏡子述『漱石の思ひ出』岩波書店（松岡譲筆録、改版2003年、新装復刊2016年）
  - 『漱石の思い出』（新版は文春文庫）、ISBN 416-7208024